# Радищево (Московская область)
Ради́щево — посёлок в Московской области России. Входит в городской округ Солнечногорск. 

## География
Расположен у одноимённой железнодорожной платформы на Центральной кольцевой автодороге.
Радищево — престижное стародачное место в ближайших окрестностях Москвы, расположенное на удалении 4 км от её ближайшей границы (Зеленоград), в 3 км от примыкания ЦКАД к Ленинградскому шоссе, с развитой транспортной инфраструктурой, удалённое от промышленных предприятий, свалок и кладбищ, в местности характерной среднерусской природы, в зоне хорошо сохранившихся вековых хвойных и смешанных лесов, чистого воздуха, окружённое озёрно-речными водоёмами как естественного, так и искусственного происхождения.

## Население
| 2002 | 2006 | 2010 |
| ---- | ---- | ---- |
| 39   | →39  | ↗40  |

## История
Согласно одной из версий, посёлок был образован в 1936 году в результате слияния нескольких расположенных рядом хуторов. Изначально образованный посёлок планировалось назвать 603 километр, по километражу от Ленинграда проходящей поблизости железнодорожной линии Ленинград — Москва, или Виноградово, по расположенному здесь когда-то имению помещика Виноградова. В конце концов посёлок получил своё название в честь А. Н. Радищева.
В то же время, на топографической карте 1983 года, рядом с деревней Радищево (обозначена к западу от платформы) присутствуют населённые пункты 603-й километр (немногим севернее платформы) и хутор Виноградово (к западу от платформы). Вблизи посёлка находится живописное, пригодное для купания лесное озеро, питающееся от родников и укрупнившееся в 1930-х годах в результате сооружения плотины на ручье-притоке реки Радомли.
В 2005 году название Радищево было дано посёлку 6-й мебельной фабрики, расположенному в 2 км к востоку от платформы.
С 1994 до 2006 гг. посёлок входил в Кировский сельский округ Солнечногорского района.
С 2005 до 2019 гг. посёлок включался в Пешковское сельское поселение Солнечногорского муниципального района.
С 2019 года посёлок входит в городской округ Солнечногорск, в рамках администрации которого относится с территориальному управлению Пешковское.